# 龍仁西部警察署
龍仁西部警察署（ヨンインソブけいさつしょ）は、京畿地方警察庁所管の警察署である。

## 管轄区域
- 龍仁市のうち水枝区、器興区（上葛洞、旧葛洞、上下洞、東栢洞を除く）

## 沿革
- 2010年7月23日 - 龍仁警察署から分離開所。

## 管轄地区隊
水枝区
- 水枝地区隊

器興区
- 宝亭地区隊

## 管轄派出所
水枝区
- 上峴派出所

器興区
- 駒城派出所